# Henry de Montherlant
Henry Marie Joseph Frédéric Expedite Millon de Montherlant, greve av Gimart född 20 april 1895, död 21 september 1972, var en fransk författare. 

## Biografi
Henry de Montherlant var en mästerlig språkkonstnär fostrad i klassisk fransk litteratur. Han var utpräglat subjektiv, hela författarskapet har honom själv som huvudämne. Han experimenterade med de mest skilda ståndpunkter, särskilt i religiöst avseende, och hyllade ombytligheten. 
Han föddes i Paris och växte upp i en starkt konservativ katolsk miljö. Han gick i katolska skolor och studerade ett slag juridik vid Institut catholique. Han gjorde tidigt försök som bildkonstnär, men bestämde sig istället för författarbanan, som legat honom varmt om hjärtat sedan barndomen. Han kände sig tidigt främmande för sitt samtida demokratiska Frankrike och sökte sig tillbaka i tiden, till antiken och riddartiden.
Även om han själv kallade sig agnostiker var han starkt präglad av sin katolska bakgrund. Han var en homofil kvinnohatare som dyrkade tron på övermänniskan och den ensamme utvalde. Hans verk genomsyras av en antidemokratisk livshållning. Under andra världskrigets tyska ockupation av hemlandet var hans hållning tyskvänlig. Han arbetade en kort tid för Vichyregimen.
Montherlant hade i stort två litterära karriärer, som romanförfattare före 1939 och som dramatiker efter 1942. Han debuterade 1920 med en självbiografisk roman. 
Han begick 1972 självmord genom att han bet sönder en cyankaliumkapsel och därefter sköt sig med ett skott i huvudet.

## Verk

### Romaner
- La Jeunesse d'Alban de Bricoule:
  - Le songe (1922)
  - Les bestiaires (1926)
  - Les garçons (1969)
- Les célibataires (1934) (Ungkarlarna, översättning Axel Claëson, Bonniers, 1936)
- Les jeunes filles:
  - Les jeunes filles (1936) (Beundrarinnorna, översättning Axel Claëson, Bonnier, 1938). Ny utgåva reviderad av Lennart Linder, Coeckelberghs, 1977
  - Pitié pour les femmes (1936) (Medlidande med kvinnor, översättning av Lennart Linder, Coeckelberghs, 1977)
  - Le démon du bien (1937)
  - Les lépreuses (1939)
- Le chaos et la nuit (1963)
- La rose de sable (1968)
- Un assassin est mon maître (1971)
- Thrasylle (postumt utgiven, 1984)
- Moustique (postumt utgiven, 1986)

### Teaterdramer
- L'exil (1914 - 1929)
- Pasiphaé (1936)
- La Reine morte (1942)
- Fils de personne (1943)
- Un incompris (1943) (Väntans tider: komedi i en akt, översättning av Stig Ahlgren, Radioteatern, 1959, ny utgåva 1966)
- Malatesta (1946)
- Le maître de Santiago (1947)
- Demain il fera jour (1949)
- Celles qu'on prend dans ses bras (1950)
- La ville dont le prince est un enfant (1951 - 1967)
- Port-Royal (Montherlant)|Port-Royal (1954)
- Brocéliande (1956)
- La mort qui fait le trottoir (Don Juan) (1956)
- Le Cardinal d'Espagne (1960)
- La guerre civile (1965)